# 柏林植物园与植物博物馆
52°27′15″N 13°18′24″E / 52.45417°N 13.30667°E

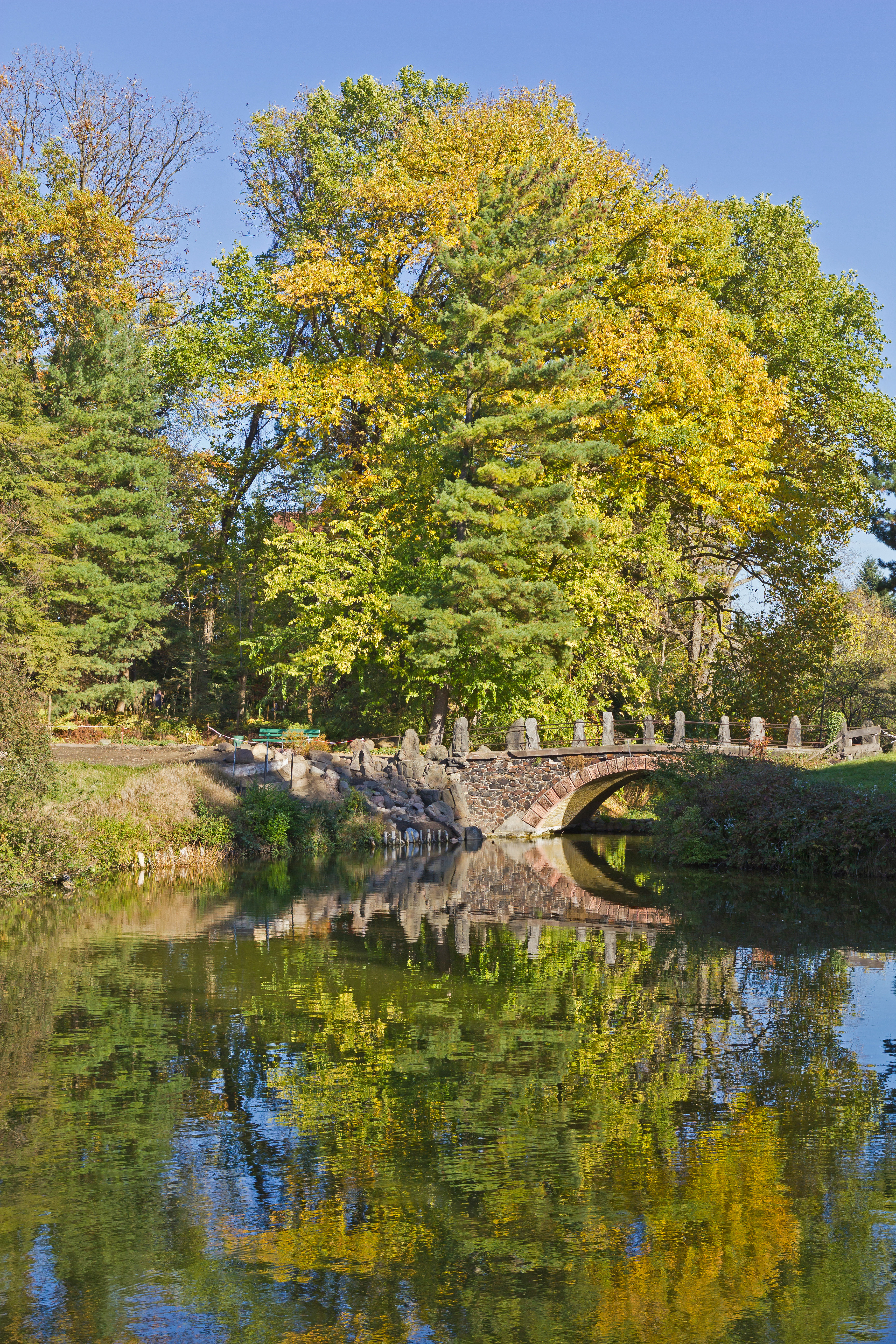
植物園風景

柏林植物园与植物博物馆（德語：Botanischer Garten und Botanisches Museum Berlin）是位於柏林施特格利茨-策倫多夫區的一座植物園，面積43公頃，內有多達2.2萬種植物。柏林植物园雖然是柏林自由大學的設施，但開放給公眾參觀，並附設有植物學博物館。柏林植物园自1904年開始開發參觀，二戰之後曾一度用來種植蔬菜。1996年後，植物園成為柏林自由大學的設施。

## 外部連結
- 官方网站